# 瑪希萊
瑪希萊（阿美語：Maslai no tsidal），是台灣阿美族馬太鞍部落神話中的一名神祇，為巫師的祖神之一。

## 詞意與形象
瑪希萊的意思來自於「鬆弛、解脫（Sray）」，是神族系譜中的第三代神靈，她的父親是天空神阿拉揚（Arayang）、母親是地母神馬哈勒歐（Mahalengo），但也有說法認為她是第一代的伊娜（Ina）單獨生下來的。她的丈夫是她的兄弟：情慾與富饒之神奇高希高（Tsigautsigau no tsidal）。

## 職責
瑪希萊是豐收女神，同時也是巫師神家族的祖神之一，她的後代中有許多經通巫術的巫師神，包括人間第一位巫師娜高（Nakau lameh），同時因為她的巫師能力來自於太陽神吉薩兒（Cidal）的指導，所以包括她和許多她的後代在內，神名後面大多會加上「太陽（Tsidal）」。